# Procedimento davanti al tribunale in composizione monocratica
Il procedimento davanti al tribunale in composizione monocrarica, nel diritto processuale penale italiano, è il procedimento penale differenziato che si caratterizza per la presenza di un solo componente della magistratura italiana nella funzione decisoria.
Il procedimento è disciplinato dal libro VIII del codice di procedura penale italiano. Le attribuzioni del tribunale in composizione monocratica sono regolate dall'art. 33-ter.

## Evoluzione storica
Prima dell'introduzione del tribunale in composizione monocratica, tale modalità di giudizio era svolta dal pretore il quale, sia nell'impianto del codice Rocco del 1930 sia nel codice penale del 1988, aveva una valenza preponderante rispetto ai diritti fondamentali e alle garanzie individuali dell'imputato. In tale contesto, la figura del pretore accentrava a sé l'intera vicenda processuale, svolgendo sia le funzioni requirenti, tipicamente attribuite al pubblico ministero, sia quelle giudicanti: il pretore, ricevuta una notizia di reato, doveva svolgere un'attività preistruttoria nel corso della quale assumeva informazioni, assicurava le fonti di prova e portava a compimento tutte le indagini necessarie ai fini dell'azione legale. Terminata questa fase, il pretore poteva alternativamente provvedere con un decreto di condanna o di manifesta infondatezza della notizia di reato oppure procedere con una richiesta di giudizio direttissimo o di istruzione sommaria per accedere alla successiva fase del dibattimento. La figura del pretore metteva così in discussione l'imparzialità oggettiva del giudice, dato che dal punto di vista dell'accusato non pareva godere dei necessari requisiti d'imparzialità, indipendenza e terzietà trovandosi di fronte per ben due volte la stessa persona.
Nell'intento di separare la funzione requirente dalla funzione giudicante, vennero emanate la legge 3 aprile 1974, n. 108 prima e la legge 16 febbraio 1987, n. 81 poi, allo scopo di porre correttivi che saranno alla base del nuovo codice di procedura penale: la norma del 1978 e la legge delega del 1987 prevedevano l'istituzione dell'ufficio del P.M. presso la Pretura oltre che la massima semplificazione delle forme processuali secondo il principio dell'economia processuale, eliminando l'udienza preliminare. La competenza del pretore era ridotta ai reati per i quali la legge stabiliva una pena detentiva non superiore a 4 anni o una pena pecuniaria sola o in aggiunta a quella detentiva. Sulla base di tali riforme, la disciplina della pretura venne inserita nel libro VIII del codice del 1988, ma il perdurare di una dubbia efficienza di tale organo mise in luce l'esigenza di un'ulteriore modifica. 
Le modifiche apportate con il d.lgs. 19 febbraio 1998, n. 51 - emanato ai sensi della legge delega 16 luglio 1997, n. 254 - istitutivano il giudice unico, attribuendo al tribunale in composizione collegiale la competenza anche per alcuni di quei reati che in precedenza erano di competenza del pretore. Tuttavia, per i reati meno gravi, la competenza spettava all'organo nuovo, il tribunale in composizione monocratica secondo le regole del vecchio rito pretorile e con un aumento della competenza del giudice monocratico ai reati punibili con la pena della reclusione superiore nel massimo a 10 anni, anche nell'ipotesi del tentativo. La prospettiva di riforma introdotta con il predetto decreto-legge si è ulteriormente evoluta con la legge 16 dicembre 1999, n. 479 che ha riaffermato il principio di terzietà del magistrato giudicante.

## Disciplina generale
La legge 16 dicembre 1999, n. 479 (legge Carotti), ha contribuito ad adeguare, all'interno dell'ordinamento processuale penale, il rito davanti al giudice monocratico alle modifiche introdotte con l'istituizione del cosiddetto giudice unico di primo grado. Dopo l'approvazione di tale legge, nei procedimenti penali di cui all'art. 550 c.p.p. il pubblico ministero, una volta concluse le indagini preliminari e depositato gli atti di cui all'art. 415-bis, esercita l'azione penale secondo i limiti e le modalità previste dall'art. 50 c.p.p. attraverso la formulazione dell'imputazione con l'emanazione del decreto di citazione diretta. 
In sintesi, per i reati di cui all'art. 550 c.p.p. non si fa luogo alla celebrazione dell'udienza preliminare, bensì alla citazione diretta a giudizio da parte del pubblico ministero: la citazione diretta è comprensiva di tutti gli elementi indispensabili e necessari per la c.d. vocatio in jus dell'imputato, oltre all'indicazione delle altre parti private, del reato, della data e del luogo dell'udienza. Inoltre, il decreto di citazione diretta a giudizio non priva l'imputato, innanzi al tribunale monocratico competente per il giudizio, della facoltà di poter attivare, di fronte al giudice, i riti premiali predibattimentali quali l'applicazione della pena su richiesta delle parti e il giudizio abbreviato.
L'art. 550, comma 1 c.p.p. prevede inoltre che la causa venga decisa davanti al giudice in composizione monocratica anche quando si procede per uno dei seguenti reati: 
- violenza o minaccia a un pubblico ufficiale (art. 336 c.p.);
- resistenza a un pubblico ufficiale (art. 337 c.p.);
- oltraggio a un magistrato in udienza aggravato (art. 343, comma 2, c.p.);
- violazione di sigilli aggravata (art. 349, comma 2, c.p.);
- rissa aggravata (art. 588, comma 2, c.p.), con esclusione delle ipotesi in cui nella rissa taluno sia rimasto ucciso o abbia riportato lesioni gravi o gravissime;
- furto aggravato (art. 625 c.p.);
- ricettazione (art. 648 c.p.).

Qualora il pubblico ministero abbia esercitato l'azione penale con citazione diretta per un reato per il quale è prevista l'udienza preliminare e la relativa eccezione è proposta entro il termine indicato dall'art. 491, comma 1, il giudice dispone con ordinanza la trasmissione degli atti al pubblico ministero. 